# Ichthyborus ornatus
Ichthyborus ornatus är en fiskart som först beskrevs av Boulenger, 1899.  Ichthyborus ornatus ingår i släktet Ichthyborus och familjen Distichodontidae. IUCN kategoriserar arten globalt som livskraftig. Inga underarter finns listade i Catalogue of Life.